# Jean-Marie Cadieu
Pour les articles homonymes, voir Cadieu.
Pas d'image ? Cliquez ici

a Compétitions nationales et continentales officielles uniquement.

b Matchs officiels uniquement.
Dernière mise à jour le 24 mai 2013.
Jean-Marie Cadieu, né le 16 octobre 1963 à Tulle, est un joueur de rugby à XV qui a joué avec l'équipe de France, le Stade toulousain et le RC Narbonne évoluant au poste de deuxième ligne.
Il est élu meilleur deuxième ligne du Championnat par le Midi-Olympique en 1992.

## Biographie
Jean-Marie Cadieu a débuté en Corrèze, au SC Tulle jusqu'en junior. Puis il joue en sénior avec le Stade toulousain de 1982 à 1993 et avec le RC Narbonne de 1993 à 1996.
Le 22 octobre 1989, il est sélectionné avec les Barbarians français pour jouer contre les Fidji à Bordeaux. Les Baa-Baas s'inclinent 16 à 32. Le 27 octobre 1990, il joue de nouveau avec les Barbarians français contre la Nouvelle-Zélande à Agen. Les Baa-Baas s'inclinent 13 à 23.
Il dispute son premier test match le 22 juin 1991 contre l'équipe de Roumanie et son dernier test match contre l'équipe d'Afrique du Sud le 17 octobre 1992. Il dispute quatre matchs de la Coupe du monde 1991. Il a disputé son ultime rencontre de championnat fin 1996, avec Narbonne, sur la pelouse de l'AS montferrandaise.
En 1996, il ouvre le restaurant « Los Piquillos » à Toulouse, dans le quartier des Sept Deniers, près du Stade Ernest-Wallon. Presque vingt ans après, en juin 2015, il ferme ce restaurant. Il devient alors dirigeant d'une société d'intérim.
Son frère Pierre a joué 3e ligne au SC Tulle. Son neveu Loïc, fils de Pierre, passé en junior (Crabos) au Stade toulousain, qui joue pilier, a porté les couleurs du RC Narbonne (entre autres) et évolue ensuite au SC Tulle (2013/2014).

## Palmarès

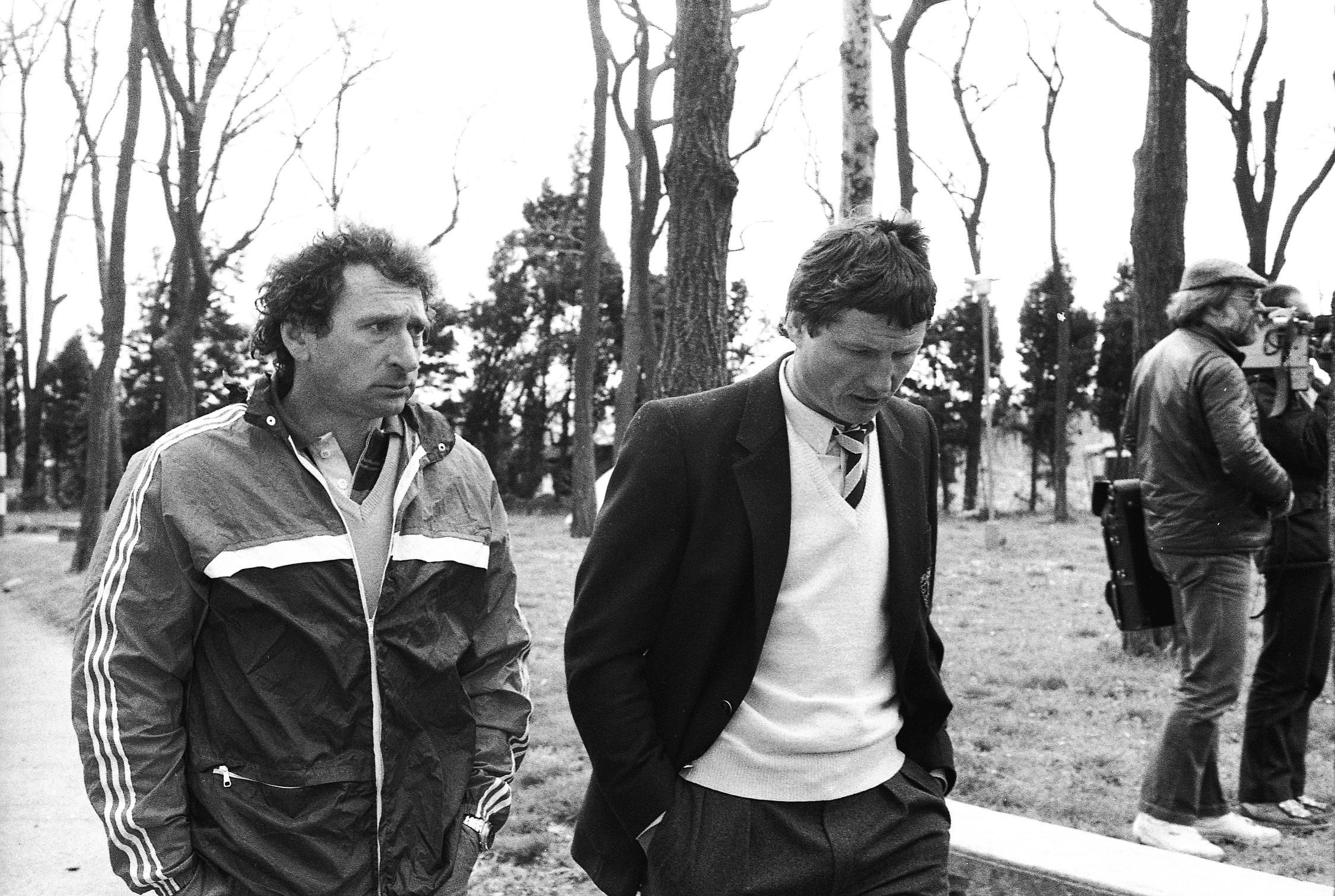
Pierre Villepreux et Jean-Claude Skrela, sont les entraîneurs de Jean-Marie Cadieu de 1983 à 1989.

- Championnat de France de première division :
  - Champion (3) : 1985, 1986 et 1989
  - Vice-champion (1) : 1991
- Coupe de France :
  - Vainqueur (1) : 1984
  - Finaliste (1) : 1985 (sans jouer la finale)

## Statistiques en équipe nationale
- Sélections en équipe nationale : 12
- Sélections par année : 6 en 1991, 6 en 1992

### Tournoi des Cinq Nations
| Édition           | Rang | Résultats France | Résultats Cadieu | Matchs Cadieu |
| ----------------- | ---- | ---------------- | ---------------- | ------------- |
| Cinq Nations 1992 | 2    | 2 v, 0 n, 2 d    | 2 v, 0 n, 0 d    | 2/4           |

Légende : v = victoire ; n = match nul ; d = défaite ; la ligne est en gras quand il y a Grand Chelem.

### Coupe du monde
| Édition          | Rang               | Résultats France | Résultats Cadieu | Matchs Cadieu |
| ---------------- | ------------------ | ---------------- | ---------------- | ------------- |
| Royaume-Uni 1991 | Quart-de-finaliste | 3 v, 0 n, 1 d    | 3 v, 0 n, 1 d    | 4/4           |

Légende : v = victoire ; n = match nul ; d = défaite.